# Ufficio per le politiche scientifiche e tecnologiche
L'Ufficio per le politiche scientifiche e tecnologiche (Office of Science and Technology Policy, OSTP) è un organo del governo degli Stati Uniti, parte dell'Ufficio esecutivo del Presidente, istituito dal Congresso l'11 maggio 1976, con un ruolo ampio di consulenza del Presidente in merito agli effetti della scienza e della tecnologia sulla politica interna e internazionale.
Il direttore dell'ufficio è noto al pubblico come consigliere scientifico del presidente. Nel gennaio 2019, il meteorologo Kelvin Droegemeier è stato confermato nel ruolo, dopo che la posizione era rimasta vacante per quasi due anni. Nel 2021, con l'insediamento del Presidente Joe Biden, il Direttore dell'Ufficio per le politiche scientifiche e tecnologiche diventa per la prima volta membro del gabinetto.

## Storia

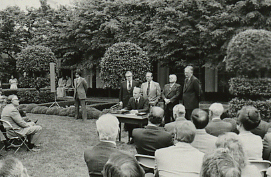
Il presidente Ford firma l'atto H.R. 10230, che istituisce l'Ufficio per le politiche scientifiche e tecnologiche

Dopo che anche il secondo consigliere scientifico nominato dal presidente Richard M. Nixon si dimise nel 1973, Nixon decise di non nominare un nuovo consulente e di abolire il Comitato consultivo del Presidente sulla scienza. Nel 1975, il presidente dell'American Physical Society Chien-Shiung Wu incontrò il nuovo presidente Gerald Ford e chiese che fosse ripristinato un organo scientifico che potesse consigliare l'esecutivo e il presidente. Il Congresso degli Stati Uniti ha quindi istituito l'OSTP nel 1976 con il compito ampio di consigliare il presidente e altri membri dell'ufficio esecutivo del presidente in merito agli effetti della scienza e della tecnologia sugli affari interni e internazionali. La legge approvata nel 1976 autorizza inoltre l'OSTP a coordinare il lavoro delle altre agenzie governative per sviluppare e attuare politiche e piani finanziari solidi in materia di scienza e tecnologia, e a collaborare con il settore privato, i governi statali e locali, la comunità scientifica e accademica e le altre nazioni a tal fine.
Durante il mandato del presidente Donald Trump, il personale dell'ufficio è stato ridotto da 135 a 45 persone. La posizione del direttore è rimasta vacante per oltre due anni (si tratta della sede vacante più lunga dall'istituzione dell'ente). Kelvin Droegemeier, uno scienziato dell'atmosfera che in precedenza era stato vicepresidente della ricerca presso l'Università dell'Oklahoma, è stato nominato direttore il 1º agosto 2018 e confermato dal Senato il 2 gennaio 2019.
Il presidente Joe Biden ha nominato Eric Lander a capo dell'ufficio, includendo per la prima volta questa figura tra i membri del gabinetto.

## Direttori dell'ente
| #  | Foto          | Nome                         | Inizio           | Termine           | Presidente | Presidente                    |
| -- | ------------- | ---------------------------- | ---------------- | ----------------- | ---------- | ----------------------------- |
| 1  |               | Guyford Stever               | 9 agosto 1976    | 20 gennaio 1977   |            | Gerald Ford (1974–1977)       |
| 2  |               | Frank Press                  | 20 gennaio 1977  | 20 gennaio 1981   |            | Jimmy Carter (1977–1981)      |
| –  |               | Benjamin Huberman Ad interim | 5 marzo 1981     | agosto 1981       |            | Ronald Reagan (1981–1989)     |
| 3  |               | Jay Keyworth                 | agosto 1981      | dicembre 1985     |            | Ronald Reagan (1981–1989)     |
| –  |               | John McTague Ad interim      | gennaio 1986     | 23 maggio 1986    |            | Ronald Reagan (1981–1989)     |
| –  |               | Richard Johnson Ad interim   | 24 maggio 1986   | 1º ottobre 1986   |            | Ronald Reagan (1981–1989)     |
| 4  |               | William Graham               | 2 ottobre 1986   | giugno 1989       |            | Ronald Reagan (1981–1989)     |
| –  |               | Thomas Rona Ad interim       | giugno 1989      | agosto 1989       |            | George H. W. Bush (1989–1993) |
| –  |               | William Wells Ad interim     | agosto 1989      | agosto 1989       |            | George H. W. Bush (1989–1993) |
| 5  |               | Allan Bromley                | agosto 1989      | 20 gennaio 1993   |            | George H. W. Bush (1989–1993) |
| 6  |               | John Gibbons                 | 20 gennaio 1993  | 3 aprile 1998     |            | Bill Clinton (1993–2001)      |
| –  |               | Kerri-Ann Jones Ad interim   | 4 aprile 1998    | 3 agosto 1998     |            | Bill Clinton (1993–2001)      |
| 7  |               | Neal Lane                    | 4 agosto 1998    | 20 gennaio 2001   |            | Bill Clinton (1993–2001)      |
| –  |               | Rosina Bierbaum Ad interim   | 21 gennaio 2001  | 30 settembre 2001 |            | George W. Bush (2001–2009)    |
| –  |               | Cliffbord Gabriel Ad interim | 1º ottobre 2001  | 28 ottobre 2001   |            | George W. Bush (2001–2009)    |
| 8  |               | Jack Marburger               | 29 ottobre 2001  | 20 gennaio 2009   |            | George W. Bush (2001–2009)    |
| –  |               | Ted Wackler Ad interim       | 20 gennaio 2009  | 19 marzo 2009     |            | Barack Obama (2009–2017)      |
| 9  |               | John Holdren                 | 19 marzo 2009    | 20 gennaio 2017   |            | Barack Obama (2009–2017)      |
| –  |               | Ted Wackler Ad interim       | 20 gennaio 2017  | 11 gennaio 2019   |            | Donald Trump (2017–2021)      |
| 10 |               | Kelvin Droegemeier           | 11 gennaio 2019  | 20 gennaio 2021   |            | Donald Trump (2017–2021)      |
| –  |               | Kei Koizumi Ad interim       | 20 gennaio 2021  | 2 giugno 2021     |            | Joe Biden (2021–2025)         |
| 11 |               | Eric Lander                  | 2 giugno 2021    | 18 febbraio 2022  |            | Joe Biden (2021–2025)         |
| –  |               | Alondra Nelson Ad interim    | 18 febbraio 2022 | 3 ottobre 2022    |            | Joe Biden (2021–2025)         |
| 12 |               | Arati Prabhakar              | 3 ottobre 2022   | 20 gennaio 2025   |            | Joe Biden (2021–2025)         |
| 13 |               | Michael Kratsios             | 20 gennaio 2025  | 25 marzo 2025     |            | Donald Trump (2025–)          |
| 13 | 25 marzo 2025 | Michael Kratsios             | in carica        |                   |            | Donald Trump (2025–)          |